# TSV Heiligenstedten
Der TSV Heiligenstedten ist ein Sportverein aus Heiligenstedten im Kreis Steinburg. Die erste Fußballmannschaft der Männer spielte zwei Jahre in der höchsten Amateurliga Schleswig-Holsteins.

## Geschichte
Der Verein wurde am 20. Juni 1913 gegründet. In den 1950er und 1960er Jahren pendelten die Fußballer zwischen der 2. Amateurliga und der Kreisklasse. Erst ab 1964 konnte sich der TSV in der 2. Amateurliga West etablieren. Im Jahre 1967 wurde die Mannschaft Meister, scheiterte aber in der Aufstiegsrunde am FC Holstein Segeberg. Ein Jahr später qualifizierte sich der TSV für die neu geschaffene Verbandsliga Süd und schaffte als Meister den Aufstieg in die Landesliga Schleswig-Holstein. Mit nur zwölf gewonnenen Punkten folgte der direkte Wiederabstieg.
Im Jahre 1981 stieg der TSV auch aus der mittlerweile Landesliga Süd genannten zweithöchsten Spielklasse des Landes ab, ehe es 1989 hinab in die Bezirksklasse ging. Anfang der 1990er Jahre ging es wieder nach oben. Zwei Aufstiege in drei Jahren brachten den TSV zurück in die Landesliga. Nach weiteren Auf- und Absteigen gehörte die Mannschaft ab 1999 der neu geschaffenen Bezirksoberliga West, dessen Meister man im Jahre 2002 wurde. Mit 102 Gegentoren musste der TSV auch beim zweiten Ausflug ins schleswig-holsteinische Oberhaus direkt wieder absteigen.
Als im Jahre 2008 die Bezirksoberligen durch die neue Verbandsliga abgelöst wurde verpasste der TSV als Vierzehnter die Qualifikation und spielte dann in der Kreisliga West. Man versuchte stets den Aufstieg in die Verbandsliga, scheiterte als 6. (und damit bester Steinburger) in den Relegationsspielen.
Im Juli 2017 wurde Stefan Pohlmann Trainer. Er löste Malte Hennings ab. Pohlmann wurde vorher als A-Jugend-Trainer Pokalsieger und Kreismeister. Die stark verjüngte Mannschaft trat als freche und motivierte Mannschaft auf. Im Sommer 2019 holte man den Kreismeistertitel. Die ersten beiden Verbandsliga-Jahre wurden jeweils während der Saison coronabedingt abgebrochen. 2022 gab es einen beachtlichen 5. Tabellenplatz in der ersten voll gespielten Saison der Verbandsliga West. Der harte Kern der Mannschaft blieb zusammen, geschickte Neuzugänge kamen meist aus unteren Spielklassen hinzu und konnten sich gut entwickeln. So dass im Sommer 2023 der größte Erfolg seit langer Zeit zu buche stand. Meister der Verbandsliga West mit 9 Punkten Vorsprung auf den zweitplatzierten. In der kommenden Saison startet man nun in der Landesliga. Man darf gespannt sein, wie die Mannschaft sich entwickelt. Viele Jugendspieler aus der eigenen Jugend (SG Steinburg west U19) sowie der Jugend des Heider SV kamen an den Julilankadamm.